# Imre Nagy (pięcioboista)
Imre Nagy (ur. 21 lutego 1933 w Monorze, zm. 20 października 2013 w Törökbálint) – węgierski pięcioboista nowoczesny, złoty medalista letnich igrzysk olimpijskich w Rzymie drużynowo i  srebrny medalista indywidualnie. W 1964 roku  na letnich igrzyskach olimpijskich w Tokio zdobył brązowy medal drużynowo.